# Psáfide
Psáfide (en griego, Ψαφίς) es el nombre de un asentamiento de la Antigua Grecia situado en la región del Ática.
Estrabón la ubica entre Ramnunte y Oropo, la denomina «Psáfide de los oropios» y menciona que en su territorio se hallaba el Anfiareo, un oráculo del personaje mítico de Anfiarao.